# 크로턴 송수로

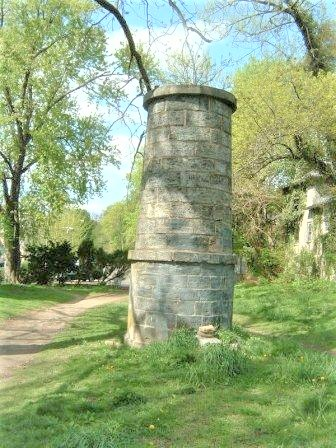
뉴욕주 어빙턴에 있는 no.16 통풍구

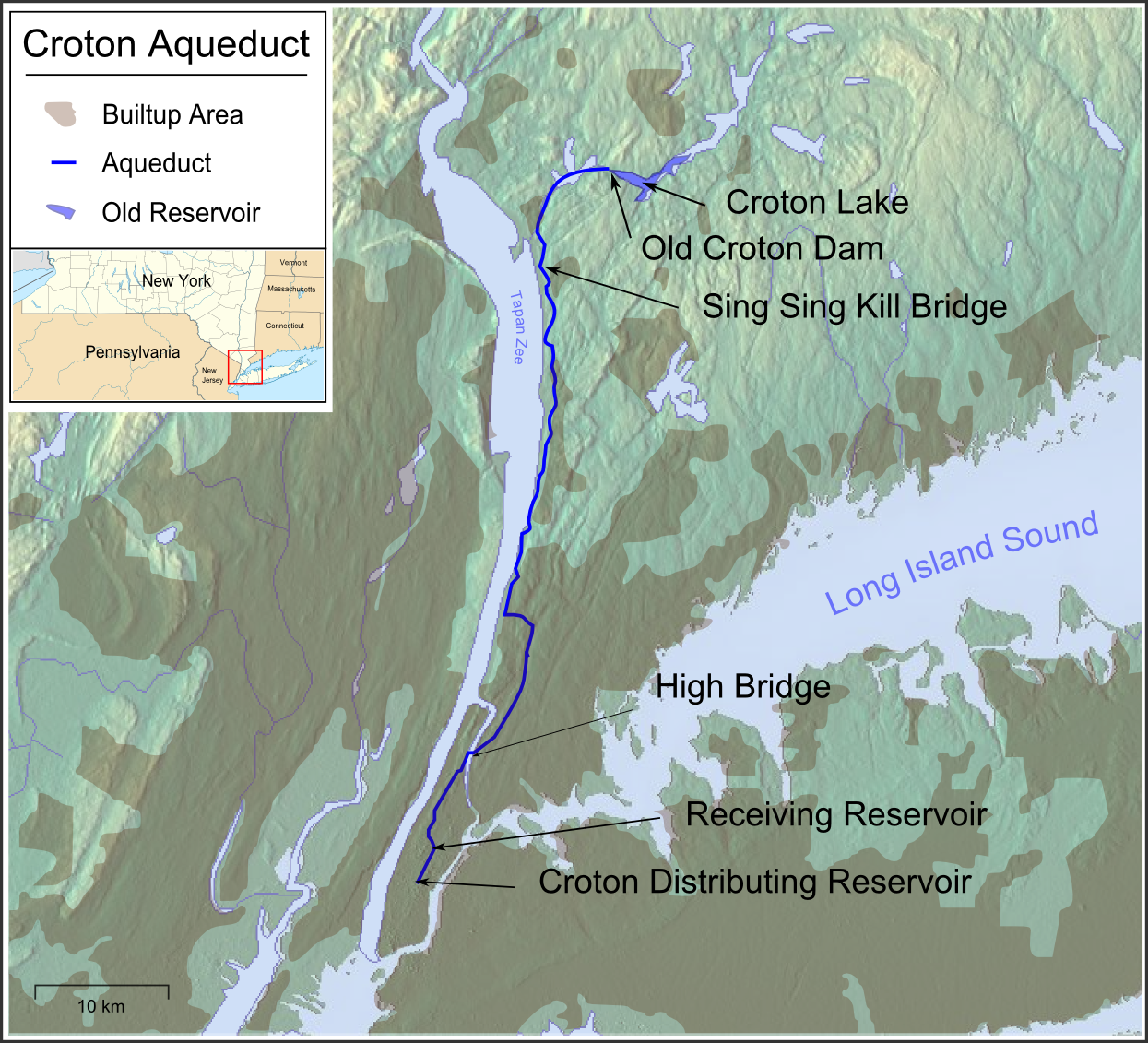
크로턴 송수로의 위치

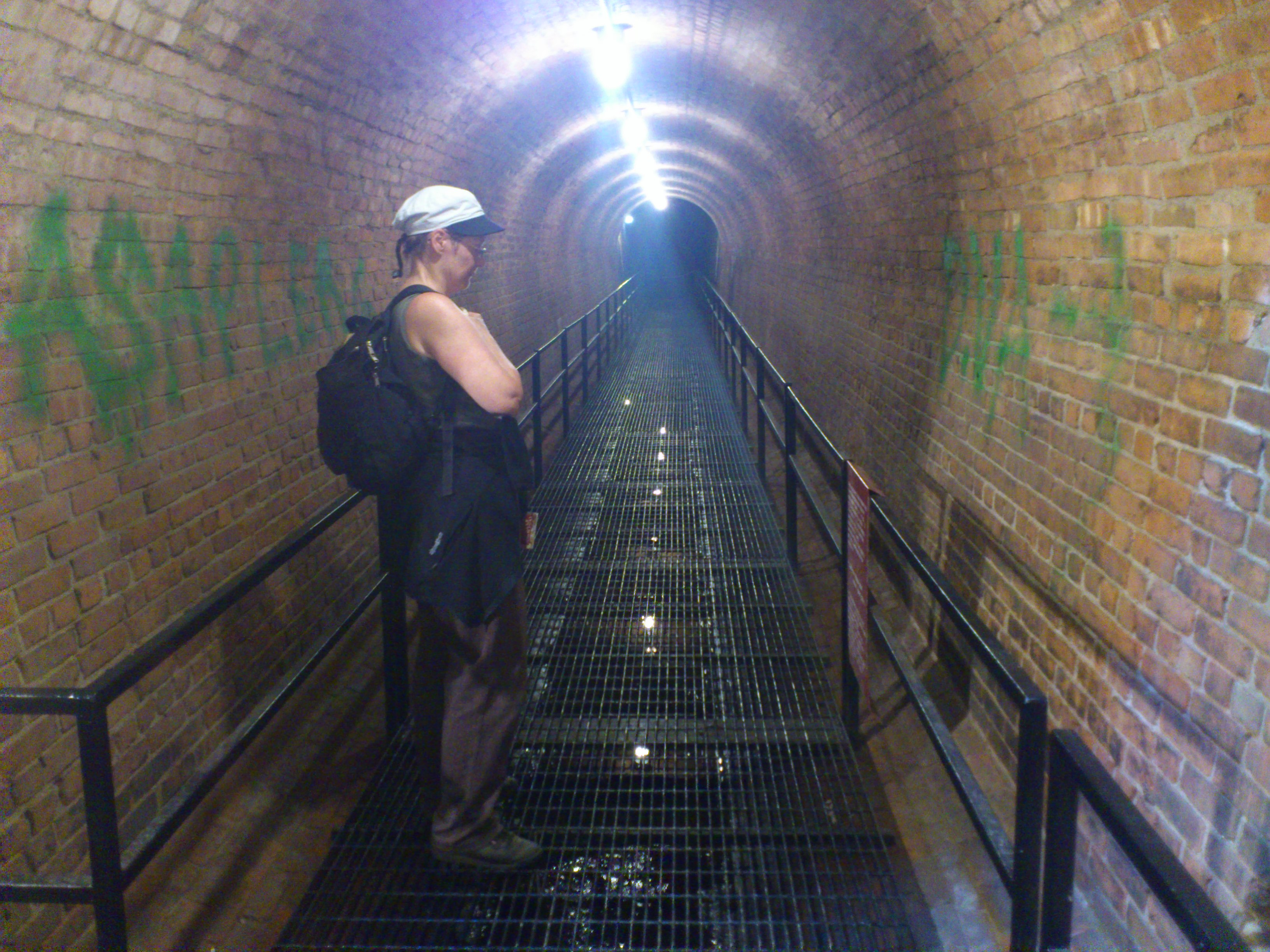
크로턴 송수로 편집하기

크로턴 송수로(Croton Aqueduct) 또는 올드 크로턴 송수로는 1837-1842년 사이 뉴욕시를 위해, 건설된 크고 복잡한 물 분배 시스템이다. 뉴욕시는 인구가 증가 함에 따라 맨하탄 물이 오염되어, 사용하기에 부적합 하였다. 이 송수로는 뉴욕주 웨스트체스터 군의 크로턴 강으로부터 맨하탄에 있는 저수지까지 66km를 오로지 중력의 힘으로 물을 이동 시켰다.